# HyImpulse
HyImpulse Technologies, kurz HyImpulse, ist ein deutsches Raumfahrtunternehmen mit Sitz in Neuenstadt am Kocher, das Raketen mit Hybridantrieb entwickelt. Das Unternehmen entstand 2018 als Ausgründung des Zentrums für chemische Antriebe der deutschen Raumfahrtbehörde DLR in Lampoldshausen. Finanziert wird HyImpulse von Rudolf Schwarz, dem Vorsitzenden des deutschen Technologieunternehmens IABG.

## Produkte

### Triebwerke
Das hybride Raketentriebwerk verwendet einen Treibstoff auf Paraffinbasis und flüssigen Sauerstoff. Am 4. September 2023 schloss HyImpulse seine neunte Hot-Fire-Testkampagne ab. Mit dem erfolgreichen Abschluss der Tests qualifizierte HyImpulse seinen Hybrid-Raketenmotor HyPLOX-75 für den Flug. Der Motor wird an Bord der ersten und zweiten Stufe der SR75 und SL1 verwendet werden.

### SL1
HyImpulse entwickelt eine dreistufige Hybridrakete für den Transport von Satelliten mit einem Gewicht von bis zu 500 kg in den LEO unter der Bezeichnung SL1.

### SR75
Außerdem entwickelt das Unternehmen die suborbitale Trägerrakete SR75. Die SR75 ist eine 14 Meter lange und 2,5 Tonnen schwere einstufige Rakete, die kleine Nutzlasten mit einem Gewicht von bis zu 250 kg in eine Höhe von etwa 250 km transportieren soll. Diese kleinere Rakete wird sowohl als erster kommerzieller Dienst des Unternehmens als auch als Technologiedemonstrator für SL1 dienen.
Einige Schlüsselsystemen der SR75 sollen später auch an Bord der SL1 zum Einsatz kommen. Das wichtigste gemeinsame Element der beiden Raketen ist der Hybrid-Raketenmotor HyPLOX-75. Während bei der SR75 nur ein Hybridmotor zum Einsatz kommt, werden die erste und zweite Stufe der SL1 von mehreren Hybridmotoren angetrieben.
Am 28. Juli 2023 erteilte die Civil Aviation Authority (CAA) HyImpulse die Genehmigung, seine SR75-Rakete zwischen dem 1. Dezember 2023 und dem 30. November 2024 erstmals vom Weltraumbahnhof SaxaVord in Schottland zu starten. Obwohl SaxaVord seine Raumhafenlizenz noch nicht erhalten hat, hat die CAA bestätigt, dass der Raumhafen aufgrund der angestrebten maximalen Höhe von 47 Kilometern und der Größe des Raketentriebwerks keine Lizenz für den suborbitalen SR75-Flug benötigt.  Im November 2023 wurde jedoch bekannt gegeben, dass der Erstflug der SR75 im März 2024 vom Koonibba-Testgelände in Australien aus stattfinden wird, das von Southern Launch betrieben wird. Am 3. Mai 2024 startete die SR75 zu ihrem Erstflug (Mission Light this Candle, erwartetes Apogäum: 200 km) vom Koonibba-Testgelände. Der Start war erfolgreich. Die Höhenforschungsrakete hat dabei wie geplant 50 bis 60 Kilometer erreicht, aber nicht den Weltraum. In den Weltraum soll sie erst beim nächsten Testflug kommen.
Die Rakete wurde zur Analyse nach dem Flug vom Koonibba-Testgelände geborgen. Der Start war der erste auf dem Koonibba-Testgelände, die von Southern Launch in Zusammenarbeit mit der Koonibba Community Aboriginal Corporation entwickelt wurden.

## Geschichte
HyImpulse Technologies ist eine im März 2018 privat finanzierte Ausgründung des Deutschen Zentrums für Luft- und Raumfahrt an dessen Institut für Raumfahrtantriebe in Lampoldshausen.
Im November 2020 bekam HyImpulse einen Vertrag im Wert von 500.000 € durch Boost!, einem Programm der Europäischen Weltraumorganisation (ESA) mit dem Ziel, kommerzielle Weltraum-Transportdienstleistungen zu fördern.
Im November 2022 bekam es 2,6 Millionen € vom Bundesland Baden-Württemberg durch dessen invest-BW Programm.
Stand Mai 2024 hatte HyImpulse 65 Mitarbeiter.
Anfang Mai 2024 behauptete HyImpulse bereits einen Auftragsbestand im Wert von über 100 Millionen Euro für Starts von Nutzlasten ins All zu besitzen.
Im November 2024 vergab die Europäische Weltraumorganisation (ESA) Vertragsverlängerungen im Wert von 44,2 Millionen Euro im Rahmen ihres Boost! Programms, das abzielt, die Entwicklung von kommerziellen europäischen Trägerraketen zu fördern. An HyImpulse wurden davon 11,8 Millionen Euro vergeben.